# فعل متعد
الفعل المتعدي هو: ما يتعدى أثره فاعله، ويتجاوزه إلى المفعول به، مثل: فتح طارق الأندلس. وهو يحتاج إلى فاعل ومفعول به يقع عليه. ويسمى أيضا: الفعل الواقع لوقوعه على المفعول به، والفعل المجاوز لمجاوزته الفاعل إلى المفعول به. وعلامته أن يقبل هاء الضمير التي تعود إلى المفعول به، مثل: 
- اجتهد الطالب فأكرمه أستاذه.

المتعدي بنفسه والمتعدي بغيره: 
- المتعدي بنفسه: ما يصل إلى المفعول به مباشرة أي: بغير واسطة حرف الجر، مثل: بريت القلم، ومفعوله يسمى صريحا.
- والمتعدي بغيره: ما يصل إلى المفعول به بواسطة حرف الجر، مثل: ذهبت بك بمعنى: أذهبتك، ومفعوله يسمى غير صريح.

وقد يأخذ المتعدي مفعولين: أحدهما صريح، والآخر غير صريح، نحو: أدوا الأمانات إلى أهلها.
- أو مفعولين كلاهما صريح مثل: ظننت زيدا منطلقا، وخلت الهلال لائحا.
- أو أحدهما ظاهر الآخر ضميرا مثل: ظننتك قائما
- وقد يتعدى إلى ثلاثة مفعولات مثل: أعلمت زيدا عمرا منطلقاً.